# Fuck for Forest

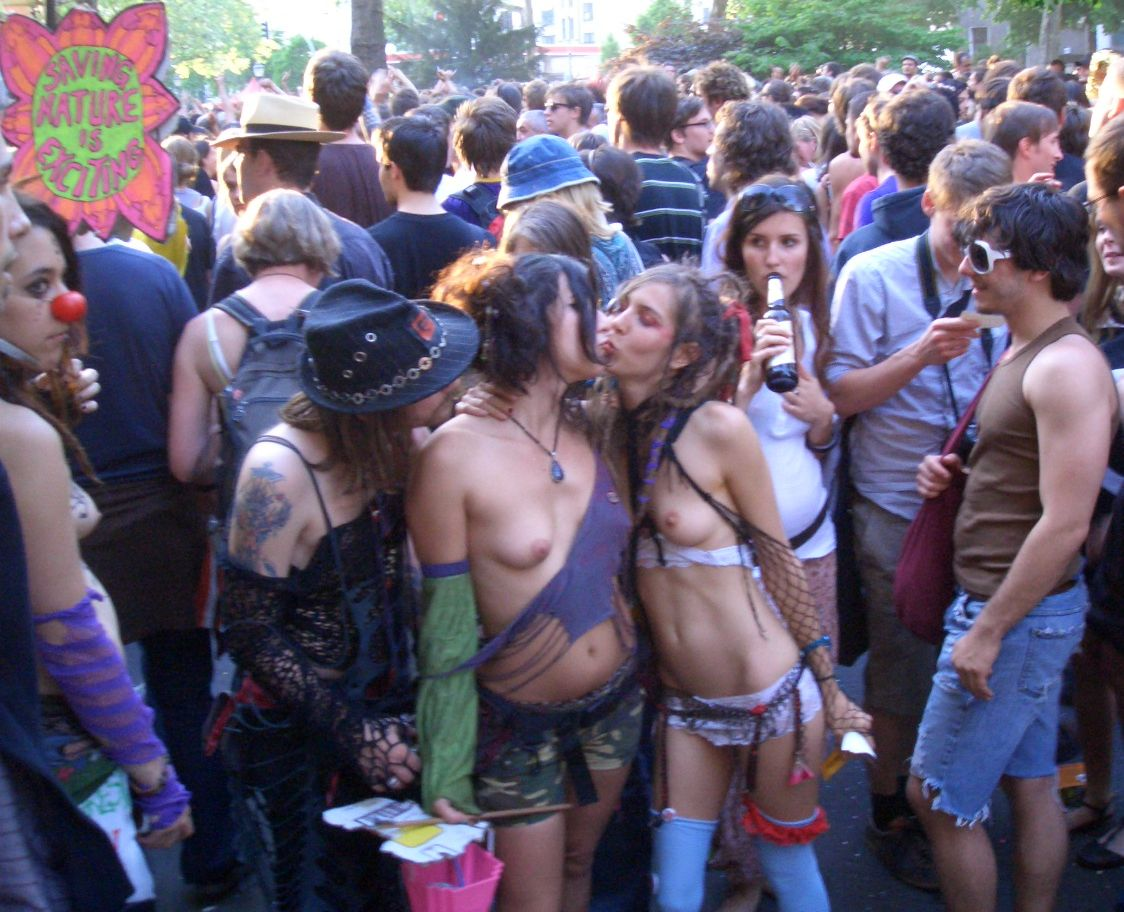
A ONG usa do amor para conseguir a atenção da mídia.

Fuck for forest, ou FFF, é uma organização ambientalista fundada na Noruega por Leona Johansson e Tommy Hol Ellingsen, que recolhe fundos para salvar as florestas tropicais através da produção de material pornográfico ou de sexo em público. Durante os seis primeiros meses de existência o grupo recebeu fundos do governo da Noruega.